# 陶比·胡柏
威拉德·陶比·胡柏（英語：Willard Tobe Hooper，1943年1月25日—2017年8月26日），美國男導演、製片人及編劇，以擅長拍攝恐怖片而聞名；其中較為知名的是《德州電鋸殺人狂》（1974年）和《鬼哭神號》（1982年）。2010年，《衛報》的史都華·赫里提奇將胡柏的《德州電鋸殺人狂》描述為「史上最具影響力的電影之一」。

## 早年
陶比·胡柏出生於德克薩斯州的奧斯汀。為露絲·貝爾（Lois Belle，娘家姓為Crosby）和諾曼·威廉·雷·胡柏（Norman William Ray Hooper）的兒子，他在聖安吉洛擁有一間戲院。當他在9歲時，就開始使用父親的8毫米攝影機拍東西，此時的他已對電影製作產生了興趣。胡柏在德克薩斯州大學奧斯汀分校就讀時就加入了廣播電視電影部門，並在達拉斯的巴魯克·盧梅底下學習戲劇。

## 職業生涯
胡柏於1960年代擔任了大學教授和紀錄片攝影師。他拍攝的短片《The Heisters》（1965年）應邀加入奧斯卡金像獎最佳實景短片獎的參選，但他並未在時間內完成而作罷。他的導演初鳴之作《蛋殼》於1969年推出。
他於1974年推出的執導作《德州電鋸殺人狂》，這獲得了普遍好評和成功的票房收入，並使自己在業界打響了知名度。由於《德州電鋸殺人狂》的成功，使得該片在後來成為了邪典電影，並推出了系列電影和跨媒體作品。
1982年，胡柏執導的靈異恐怖片《鬼哭神號》也贏得了成功的反響，該片的故事和劇本是由史蒂芬·史匹柏提供。《鬼哭神號》提名了三項奧斯卡獎，並被多家媒體認為是影史最可怕的電影前幾名。
胡柏後來回歸執導了於1986年推出《德州電鋸殺人狂》的續集《德州電鋸殺人狂2》，但表現不如前集。
他執導的靈異驚悚片《阿拉伯巨靈》於2013年的阿布達比影展上首映。

## 逝世
胡柏2017年8月26日在洛杉磯的謝爾曼奧克斯過世，享壽74歲，其死因未公開。

## 作品列表

### 電影
- 1965：《The Heisters》（短片）- 導演，編劇
- 1969：《蛋殼（英语：Eggshells (film)）》- 導演，編劇
- 1974：《德州電鋸殺人狂》- 導演，監製，編劇
- 1977：《活人生吞（英语：Eaten Alive）》- 導演
- 1981：《魔幻樂園（英语：The Funhouse）》- 導演
- 1982：《鬼哭神號》- 導演
- 1985：《崩裂的地球（英语：Lifeforce (film)）》- 導演
- 1986：《火星大接觸（英语：Invaders from Mars (1986 film)）》- 導演
- 1986：《德州電鋸殺人狂2》- 導演，監製
- 1990：《自燃（英语：Spontaneous Combustion (film)）》- 導演，編劇，故事
- 1990：《紅衣情迷（英语：I'm Dangerous Tonight）》（電視電影）- 導演
- 1993：《穿梭夜激情（英语：Night Terrors (film)）》- 導演
- 1993：《藏屍袋（英语：Body Bags (film)）》（電視多段式電影）- 導演
- 1995：《猛鬼工廠（英语：The Mangler (film)）》- 導演，編劇
- 1999：《陰魂不散（英语：The Apartment Complex）》（電視電影）- 導演
- 2000：《驚世巨鱷（英语：Crocodile (2000 film)）》（錄影帶首映）- 導演
- 2004：《暗夜殺人魔（英语：Toolbox Murders）》- 導演
- 2006：《停屍間（英语：Mortuary (2005 film)）》- 導演
- 2013：《阿拉伯巨靈（英语：Djinn (film)）》- 導演

### 電視劇
- 1979：《午夜行屍（英语：Salem's Lot (1979 miniseries)）》（迷你劇）- 導演
- 1987：《驚異傳奇（英语：Amazing Stories (TV series)）》- 導演（1集）
- 1987：《都市奇俠（英语：The Equalizer (TV series)）》- 導演（1集）
- 1988：《半夜鬼鬧床（英语：Freddy's Nightmares）》- 導演（1集）
- 1991：《Haunted Lives: True Ghost Stories（英语：Haunted Lives: True Ghost Stories）》- 導演（1集）
- 1991：《魔界奇譚》- 導演（1集）
- 1995：《無處之人（英语：Nowhere Man (TV series)）》- 導演（1集）
- 1997：《幽浮檔案（英语：Dark Skies）》- 導演（1集）
- 1997：《變態科學（英语：Perversions of Science）》- 導演（1集）
- 2000：《The Others（英语：The Others (TV series)）》- 導演（1集）
- 2002：《夜夜迷離（英语：Night Visions (TV series)）》- 導演（1集）
- 2002：《幽浮入侵（英语：Taken (miniseries)）》（迷你劇）- 導演（1集）
- 2005-2006：《恐怖大師（英语：Masters of Horror）》- 導演（2集）

## 外部連結
- 陶比·胡柏在互联网电影资料库（IMDb）上的資料（英文）